# Piper PA-32 Cherokee Six
El Piper PA-32 Cherokee Six es una serie a aeronaves ligeras de tren fijo y de seis o siete asientos fabricadas por la compañía estadounidense Piper Aircraft entre 1965 y 2007.

## Desarrollo
La serie PA-32 nació en 1965 con el modelo PA32-260 Cherokee Six, un desarrollo significativamente modificado del Piper PA-28 Cherokee con 260 HP de potencia.
El Cherokee Six y sus sucesores tiene un compartimiento para equipaje en el morro entre la cabina y el motor así como una gran puerta doble en la parte posterior que facilita la carga de pasajeros y carga.

### PA-32-300

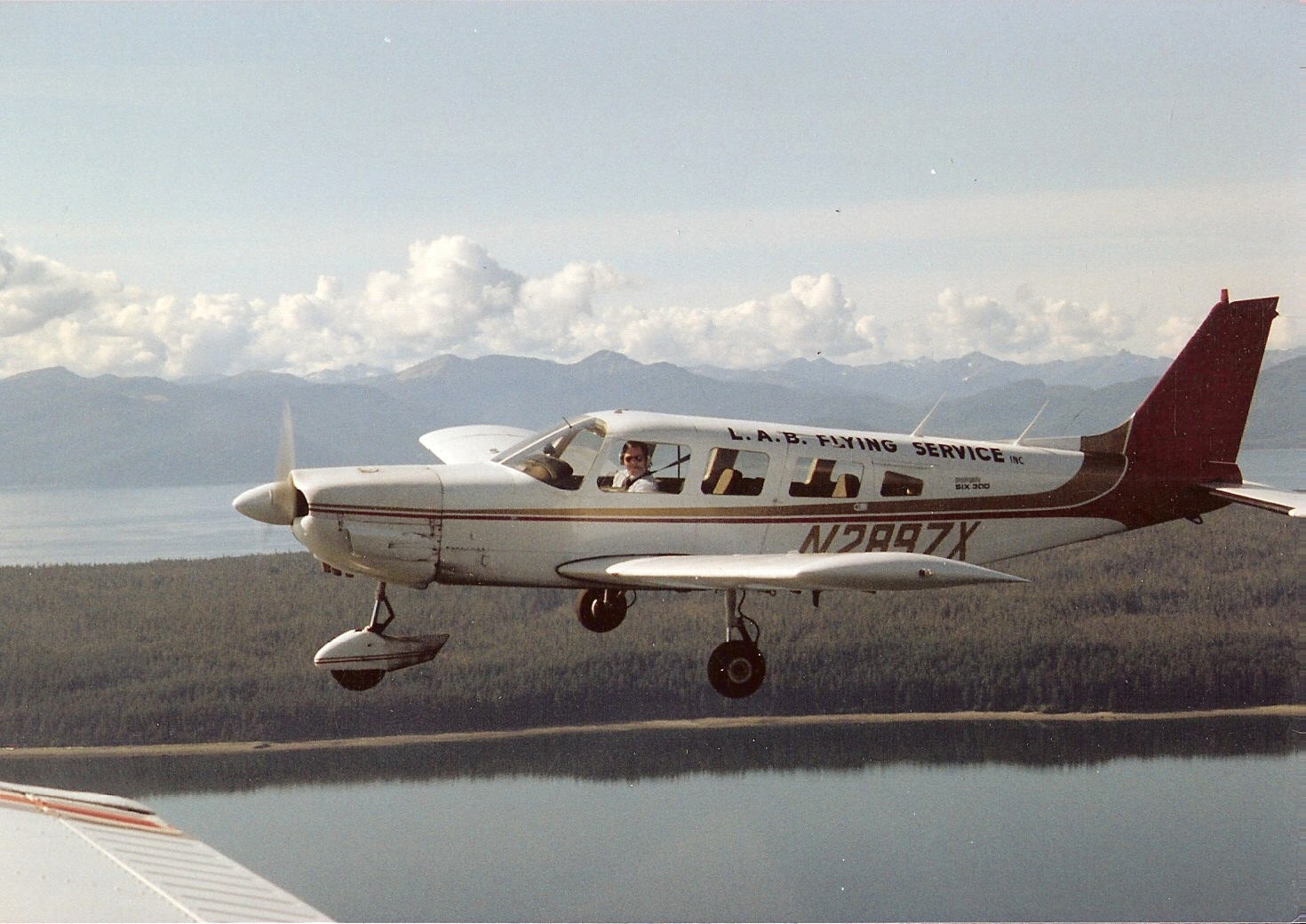
Piper PA-32-300 de L.A.B. Flying Service.

Muchos pilotos se quejaron de la baja potencia del modelo original, lo cual llevó a desarrollar una versión con 300 HP que obtuvo la certificación tipo el 27 de mayo de 1966 designándose PA-32-300. La compañía lo presentó al mercado como su modelo de 1967.

### PA-32R
En 1975 se añadió el tren de aterrizaje retráctil configurando la serie PA-32R, Piper Lance. Es el primer aparato de la familia de lujo Piper Saratoga.
El desarrollo de una nueva ala para el PA-32 desembocó en el modelo Saratoga que debutó en 1980. Debido a los condicionantes económicos y el declive general del mundo de la aviación a principios de los años 80, el Saratoga dejó de fabricarse en 1985.

### Piper 6X
Tras la General Aviation Revitalization Act de 1994, se volvió a producir en serie el Saratoga de tren retráctil en 1995. En 2003 se volvió a introducir un PA32 con tren fijo denominado Piper 6X existiendo una versión turbo: 6XT. Al no cumplirse las expectativas de ventas, la fabricación de los modelos 6X y 6XT se detuvo en 2007.

### Prototipo de PA-34
Piper construyó un prototipo sobre el PA-32-260 con dos motores Lycoming O-360 sobre las alas. Este avión trimotor era una prueba de concepto sobre la que se desarrolló un avión bimotor con tren retráctil denominado PA-34 Seneca.

## Especificaciones (PA-32-300 de 1972)

### Características generales
- Tripulación: 1

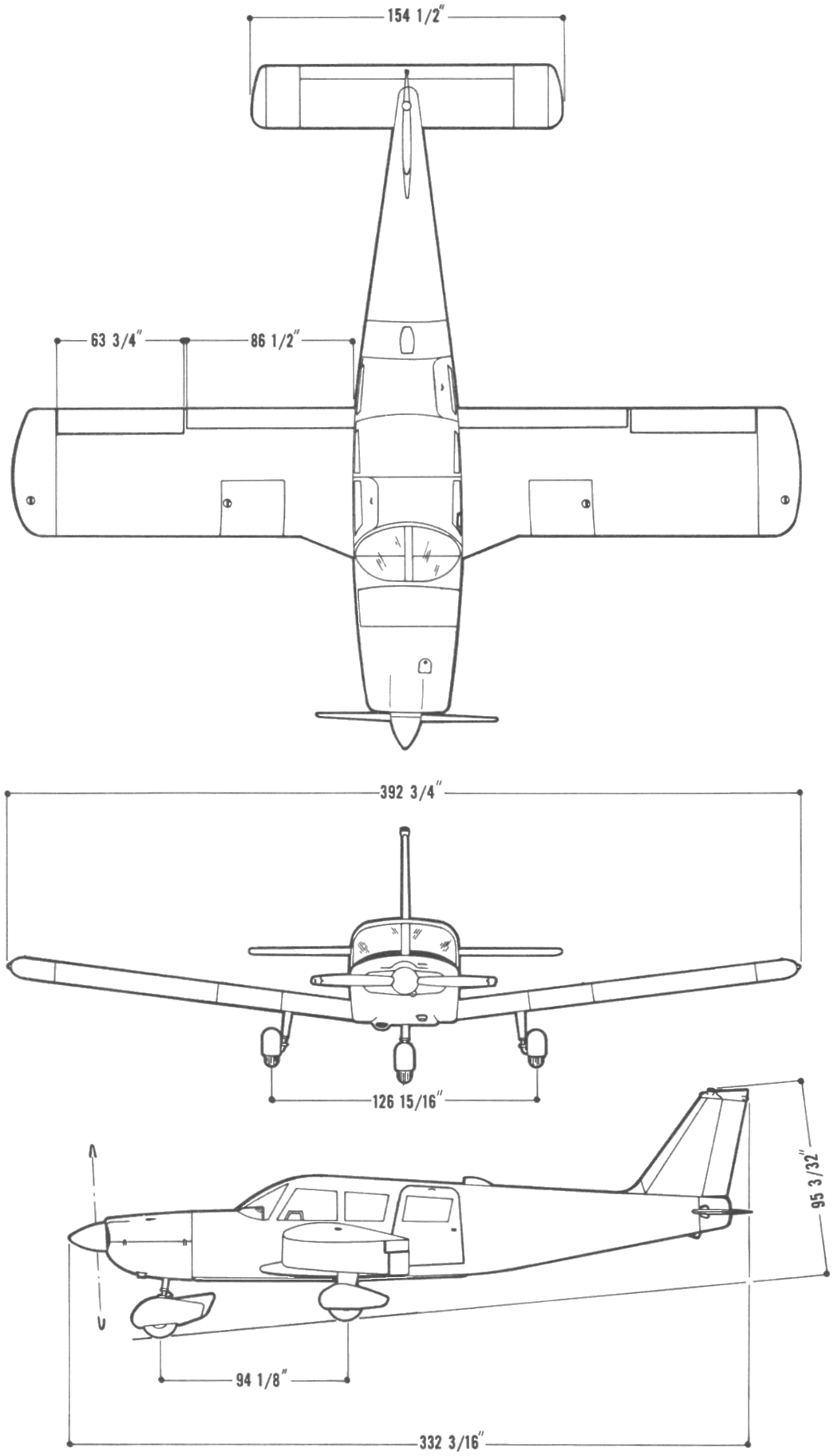
Piper PA-32-260 Cherokee Six

- Capacidad: cinco pasajero (seis con asiento opcional)
- Longitud: 8,4 m (27,6 ft)
- Envergadura: 10 m
- Altura: 2,4 m
- Superficie alar: 16,5 m² (177,6 ft²)
- Peso vacío: 811 kg (1787,4 lb)
- Peso cargado: 1542 kg (3398,6 lb)
- Planta motriz: 1×  Lycoming O-540.
  - Potencia: 225 kW

### Rendimiento
- Velocidad máxima operativa (Vno): 280 km/h (174 MPH; 151 kt)
- Velocidad crucero (Vc): 272 km/h
- Alcance: 1361 km
- Techo de vuelo: 4950 m (16 240 ft)
- Régimen de ascenso: 5,3 m/s

## Accidentes e Incidentes
- El 29 de abril de 2021 una aeronave Piper PA32 sufrió un accidente cerca del Aeropuerto Del Norte (NTR) en Monterrey. De forma extraoficial hasta el momento, se reporta un saldo entre cinco y seis personas fallecidas. La aeronave se accidentó a la altura del kilómetro 42 sobre la Carretera a Laredo a poca distancia del Aeropuerto del Norte (NTR) en Monterrey, Nuevo Léon.[1]

### Desarrollos relacionados
- Piper PA-28 Cherokee
- Piper PA-34 Seneca